# Xingkong-2
Xingkong-2 (星空二号) ou Starry Sky-2 (também conhecido como Sky Star-2 em várias fontes) é um avião de voo hipersônico baseado na tecnologia de navegação sonora e é capaz de transportar ogivas nucleares, bem como iludir qualquer sistema de defesa de mísseis de geração atual (2018). Xingkong-2 usa ondas de choque geradas por seu próprio vôo como força de sustentação para melhorar sua relação de sustentação por resistência.